# Tresouras
Tresouras é uma povoação portuguesa do Município de Baião que foi sede da extinta Freguesia de Tresouras, freguesia que tinha 4,65 km² de área e 373 habitantes (2011), e, por isso, uma densidade populacional de 80,2 hab/km².
A Freguesia de Tresouras foi extinta (agregada) em 2013, no âmbito de uma reforma administrativa nacional, tendo sido agregada à Freguesia de Loivos da Ribeira para formar uma nova freguesia denominada União das Freguesias de Loivos da Ribeira e Tresouras com sede em Loivos da Ribeira.

## População
| População da freguesia de Tresouras | População da freguesia de Tresouras | População da freguesia de Tresouras | População da freguesia de Tresouras | População da freguesia de Tresouras | População da freguesia de Tresouras | População da freguesia de Tresouras | População da freguesia de Tresouras | População da freguesia de Tresouras | População da freguesia de Tresouras | População da freguesia de Tresouras | População da freguesia de Tresouras | População da freguesia de Tresouras | População da freguesia de Tresouras | População da freguesia de Tresouras |
| ----------------------------------- | ----------------------------------- | ----------------------------------- | ----------------------------------- | ----------------------------------- | ----------------------------------- | ----------------------------------- | ----------------------------------- | ----------------------------------- | ----------------------------------- | ----------------------------------- | ----------------------------------- | ----------------------------------- | ----------------------------------- | ----------------------------------- |
| 1864                                | 1878                                | 1890                                | 1900                                | 1911                                | 1920                                | 1930                                | 1940                                | 1950                                | 1960                                | 1970                                | 1981                                | 1991                                | 2001                                | 2011                                |
| 559                                 | 700                                 | 809                                 | 830                                 | 817                                 | 813                                 | 890                                 | 896                                 | 882                                 | 861                                 | 806                                 | 575                                 | 537                                 | 520                                 | 373                                 |

| Distribuição da População por Grupos Etários | Distribuição da População por Grupos Etários | Distribuição da População por Grupos Etários | Distribuição da População por Grupos Etários | Distribuição da População por Grupos Etários | Distribuição da População por Grupos Etários | Distribuição da População por Grupos Etários | Distribuição da População por Grupos Etários | Distribuição da População por Grupos Etários | Distribuição da População por Grupos Etários |
| -------------------------------------------- | -------------------------------------------- | -------------------------------------------- | -------------------------------------------- | -------------------------------------------- | -------------------------------------------- | -------------------------------------------- | -------------------------------------------- | -------------------------------------------- | -------------------------------------------- |
| Ano                                          | 0-14 Anos                                    | 15-24 Anos                                   | 25-64 Anos                                   | > 65 Anos                                    |                                              | 0-14 Anos                                    | 15-24 Anos                                   | 25-64 Anos                                   | > 65 Anos                                    |
| 2001                                         | 93                                           | 75                                           | 258                                          | 94                                           |                                              | 17,9%                                        | 14,4%                                        | 49,6%                                        | 18,1%                                        |
| 2011                                         | 47                                           | 52                                           | 177                                          | 97                                           |                                              | 12,6%                                        | 13,9%                                        | 47,5%                                        | 26,0%                                        |